# Киплячий шар

Діаграма киплячого шару

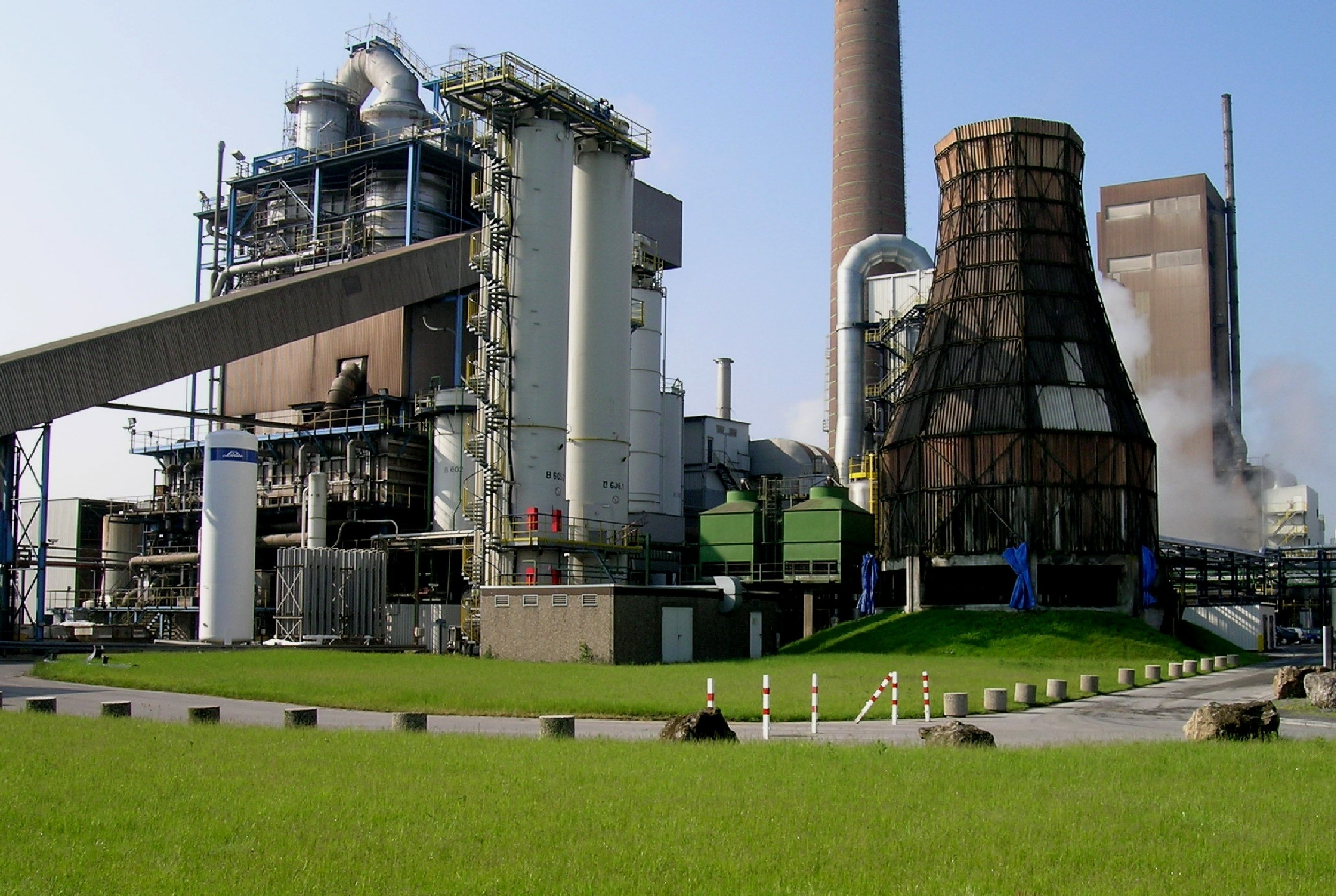
Найстаріша електростанція, що використовує технологію кругового киплячого шару, у Люнені, Німеччина

Киплячий шар (рос. кипящий слой, англ. fluidized bed, нім. Wirbelschicht f, Wirbelbett n, Flieβbett n Wirbelsinterbett n) — дво- або трифазна система, яка створюється приведенням до завислого стану частинок твердої фази шляхом динамічного впливу на них висхідним потоком рідини або газу (повітря).
Киплячий шар використовується як однорідне обважнене середовище для розділення (збагачення корисних копалин, класифікації) мінеральної маси, а також для забезпечення інтенсивного тепло-масообміну в сушарках киплячого шару.
Використовують також топки киплячого шару, наприклад на теплоелектростанціях.

### Базова модель
Щоб перейти від ущільненого шару до псевдозрідженого стану, швидкість газу постійно підвищується. Для окремо стоячого шару буде існувати точка, відома як мінімальна або початкова (критична) точка псевдозрідження, за допомогою якої маса шару підвішується безпосередньо потоком газу. Це «мінімальна» швидкість флюїдизації", {\displaystyle u_{mf}}.
За межами мінімальної швидкості псевдозрідження ({\displaystyle u\geq u_{mf}}), матеріал шару буде підвішений потоком газу, а подальше збільшення швидкості матиме менший вплив на тиск через достатню перколяцію газового потоку. Таким чином, падіння тиску для {\displaystyle u>u_{mf}} є відносно постійним.
На дні посудини видимий перепад тиску, помножений на площу поперечного перерізу шару, можна прирівняти до сили ваги твердих частинок (за вирахуванням плавучості твердої речовини в рідині).
{\displaystyle \Delta p_{w}=H_{w}(1-\epsilon _{w})(\rho _{s}-\rho _{f})g=[M_{s}g/A][(\rho _{s}-\rho _{f})/\rho _{s}]}
де:
{\displaystyle \Delta p_{w}} — падіння тиску в псевдозрідженому шарі
{\displaystyle H_{w}} — висота шару
{\displaystyle \epsilon _{w}} — пористість шару, тобто частка об'єму шару, яка займає проміжки між частинками
{\displaystyle \rho _{s}} — видима щільність шару частинок
{\displaystyle \rho _{f}} — густина псевдозрідженого шару
{\displaystyle g} — прискорення сили тяжіння
{\displaystyle M_{s}} — загальна маса твердої речовини у шарі
{\displaystyle A} — площа поперечного перерізу шару